# 林和義
林 和義（はやし かずよし、1964年7月1日 - ）は東京都出身の俳優、声優、明治大学政治経済学部卒業。ウィーズカンパニー所属。
20代の頃はスプラッター小劇団「パラノイア百貨店」に所属していたが、1992年の同劇団解散以降は、幾つか事務所を移籍しながら、スリーアイズ → ウィーズカンパニー在籍。
現在は、声優や俳優として活躍中。

## 出演

### テレビドラマ（地上波）

#### NHK
- 花の乱
- はやぶさ新八御用帳
- 春よ、来い - 相川光 役
- 翔ぶ男
- 海峡
- 新・腕におぼえあり
- スキッと一心太助 - 弥十郎役
- オーリー〜風になる朝
- ドリーム〜90日で一億円
- 武蔵
- ゲゲゲの女房
- 四十九日のレシピ
- しもべえ 第6話（2022年3月18日） - 森山院長 役

#### 日本テレビ
- 世紀末の詩
- 火曜サスペンス劇場
  - 北ホテル第0作「幻の女」（2003年2月11日） - 強盗事件の共犯・中尾武 役
- 幸福の王子
- ドン★キホーテ
- 江戸モアゼル〜令和で恋、いたしんす。〜 第2話（2021年1月14日、読売テレビ・日本テレビ） - 磯部社長 役

#### TBS
- カミさんの悪口
- ひとの不幸は蜜の味
- 部屋においでよ
- わたしは貝になりたい
- 若葉のころ
- ママチャリ刑事
- Cheep Love
- 埋葬された愛
- 恋がしたい恋がしたい恋がしたい
- 大好き!五つ子3
- ガッコの先生
- 夢のカリフォルニア
- やんパパ
- ママの遺伝子
- 初蕾
- 渡る世間は鬼ばかり
- 月曜ミステリー劇場 「真実を追う男1」（2002年） - 砂田刑事 役
- 月曜ゴールデン 月曜名作劇場
  - 「新 法廷荒らし 猪狩文助〜終の棲家〜」
  - 「刑事夫婦 3」（2017年2月27日、TBSテレビ） - アパートの大家 役[1]
- MIU404 第2話（2020年7月3日） - 松村幸弘 役
- プロミス・シンデレラ 第8話（2021年8月31日） - 射的屋のおやじ 役
- 最愛（2021年）
- 笑うマトリョーシカ 第1話（2024年6月28日）[2]

#### フジテレビ
- マエストロ
- お金がない!
- 古畑任三郎 S2第5話「偽善の報酬」（通算第18回、1996年2月7日）
- 魔法のキモチ
- ナニワ金融道2
- 踊る大捜査線
- ギフト 第1話（1997年） - チンピラ 役
- 恋はあせらず
- 世にも奇妙な物語「ダジャレ禁止令」、「発電課長」
- 新・お水の花道
- SP「実録 福田和子」
- 僕と彼女と彼女の生きる道（2004年） - 青木伸二 役
- めだか
- ダンシングホスト
- 翼の折れた天使たち 第4夜「商品」
- 美ら海からの年賀状
- アタシんちの男子
- 絶対零度〜未解決事件特命捜査〜 Last case 「悲しみを打砕く日」
- リーガルハイ 第8話 - 赤松昌夫役
- 福家警部補の挨拶 第7話 - 菅村役
- フラジャイル 第2話 - 大塚洋治 役
- 警視庁いきもの係（2017年） - 園部校長 役
- トレース～科捜研の男～第5話（2019年） - 産婦人科医役
- 隕石家族（2020年） - 部長 役
- レンアイ漫画家（2021年） - 山田編集長 役
- ホスト相続しちゃいました 第1話・第2話（2023年） - 裁判長 役
- 浅草ラスボスおばあちゃん 第5話（2025年8月2日、東海テレビ） - 遠野源次 役[3]

#### テレビ朝日
- R-17
- 科捜研の女3最終回SP - 加賀美
- 土曜ワイド劇場
  - 特別企画『交渉人』
  - 「夜桜お七殺人事件・二つの顔を持つ女!」
  - 「おばはん刑事!流石姫子 Final」（2006年）
  - 「遺品の声を聴く男1」（2009年） - 鈴木始 役
  - 「ショカツの女 新宿西署 刑事課強行犯係」（2015年 - 2017年） - 加藤鑑識官 役
- てるてるあした 第9、11話 - 根本弁護士 役
- レガッタ〜君といた永遠〜 第3話
- 家族〜妻の不在・夫の存在〜 第7話 2006.12月
- 未来講師めぐる 第3話（2008年、金曜ナイトドラマ）
- 相棒 Season 10 第4話「ライフライン」（2011年11月9日） - 帯川勉 役
- 13歳のハローワーク 第4話（2012年2月3日） - 松尾役
- 人類学者・岬久美子の殺人鑑定8（2019年6月27日） - 清水店長 役
- 刑事7人 Season8 第6話（2022年8月17日） - 巻大吾 役
- 特捜9 season7 第6話（2024年5月8日、テレビ朝日） - 大槻道長 役[4]
- 民王R 第6話（2024年11月26日、テレビ朝日） - 後援会長 役

#### テレビ東京
- 水曜ミステリー9
  - 「ブランド刑事3」（2008年） - 有田元信 役
  - 「去りゆく日に」（2009年） - 西岡刑事 役
  - 「刑事の証明5」 - バー店長
- ヤッさん（2016年） - 篠塚宗太 役
- 警視庁ゼロ係〜生活安全課なんでも相談室〜 第5シリーズ（2021年） - 長谷川ヒロシ 役
- ダブルチート 偽りの警官 Season1 第1話（2024年4月26日、テレビ東京・WOWOW） - カワイ 役

### テレビドラマ（BS）
- NHK BSプレミアム
  - BS時代劇 薄桜記

- BS日テレ
  - 旅人検視官 道場修作 第3弾 鹿児島県・指宿温泉殺人事件（2024年12月7日） - 山下道雄 役

- BSフジ
  - 68フィルム「東京防衛少女紅子」

- BS-i
  - 悪いオンナ「ルーズソックス刑事」（アバンNaも担当)
  - ケータイ刑事 銭形シリーズ
    - ケータイ刑事 銭形愛（アバンNaも担当）
    - ケータイ刑事 銭形舞（アバンNaも担当）
    - ケータイ刑事 銭形泪（アバンNaも担当）
    - ケータイ刑事 銭形零（アバンNaも担当）
    - ケータイ刑事 銭形雷（アバンNaも担当）
    - ケータイ刑事 銭形海（アバンNaも担当）
    - ケータイ刑事 銭形命（アバンNaも担当）
    - ケータイ刑事 銭形結（アバンNaも担当）

  - 恋する日曜日シリーズ
    - 文學の唄 恋する日曜日「夢十夜」
    - 恋する日曜日 第3シリーズ「41歳の春」

  - 佐藤四姉妹「家庭教師」（脚本・演出）
  - 東京少女シリーズ
    - 東京少女桜庭ななみ「おウチに帰れない」

- WOWOW
  - 犯罪症候群（2017年） - 長谷川刑事
  - ヒトヤノトゲ〜獄の棘〜（2017年） - 須郷悟史

### 配信ドラマ
- MALICE（2023年9月14日、U-NEXT） - 室田隆刑事課長 役[5]

### 映画
- 2000年 
  - HYSTERIC（瀬々敬久監督）
- 2003年
  - 踊る大捜査線 MOVIE2（本広克行監督）
- 2006年
  - ケータイ刑事 THE MOVIE バベルの塔の秘密〜銭形姉妹への挑戦状（佐々木浩久監督）

謎の紙芝居屋で出演
- 2007年
  - あかね空（浜本正機監督）
  - ケータイ刑事 THE MOVIE2 石川五右衛門一族の陰謀〜決闘!ゴルゴダの森
  - やじきた道中 てれすこ（平山秀幸監督）
  - 遠くの空に消えた（行定勲監督）
  - やじきた道中 てれすこ（平山秀幸監督）
  - グミ・チョコレート・パイン（ケラリーノ・サンドロヴィッチ監督）
- 2011年
  - ケータイ刑事 THE MOVIE3 モーニング娘。救出大作戦!〜パンドラの箱の秘密
- 2012年
  - 踊る大捜査線 THE FINAL 新たなる希望（本広克行監督）
  - 鍵泥棒のメソッド（内田けんじ監督）
- 2013年
  - もらとりあむタマ子（山下敦弘監督）[6]

### バラエティ番組
- 読売テレビ
  - つぶれ荘物語 1992年4月 - 10月

### CM
- カネボウフーズ「がむにょろぼ-」
- CoCo壱番屋
- KIRIN「一番搾り」
- マクドナルド
- アサヒ本生　（ナレーション）

### ラジオ
- NHKFMシアター「紅葉山通り」
- T-FM「サントリー・サタデーウェイティング・バー」セミレギュラー
- TBS「ラジオ・s21」
- NHKFM「青春アドベンチャー」

### 舞台
- 1995年
  - 「続・ジョン・シルバー」（岩松了演出）
- 1996年
  - ナイロン100℃「ビフテキと暴走」（ケラリーノ・サンドロヴィッチ演出）
- 1997年
  - ナイロン100℃「フランケンシュタイン」（ケラリーノ・サンドロヴィッチ演出）
- 1998年
  - 「夜と夜の夜」（大鷹明良演出）
- 2000年
  - 「メオト綺想曲」（長塚圭史演出）
- 2002年
  - 「幽霊はここにいる」（鴻上尚史演出）
- 2003年
  - ケラマップ「青十字」（ケラリーノ・サンドロヴィッチ演出）
- 2004年
  - 「リンダリンダ」（鴻上尚史演出）
- 2005年
  - マルハンクラブ「My blue heaven?」（シアタートップス演出）
- 2007年
  - マルハンクラブ2「明日にかけるはし」（シアタートップス演出）
  - らくだ工務店「戦争にはいきたくない」
  - ケータイ刑事 銭形海 「BS初！ついに舞台だ！〜超豪華！演劇者殺人事件」
  - ケータイ刑事 銭形海 「歌だ!祭だ!芸術だ!〜ケータイ刑事文化祭inゴルゴダの森」
- 2008年
  - ケータイ刑事 銭形海 「遂に公開！後悔？死の航海〜キングアンドリウII世号殺人事件」
- 2009年
  - ケータイ刑事 銭形命 「歌だ!祭りだ!〜BS・TBSサマーパーティーin赤坂BLITZ!ファン感謝祭歌謡祭〜」

### その他
- マジカル頭脳パワー!!/マジカルミステリー劇場「不完全密室事件」（1991年、日本テレビ） - 篠原文雄 役
- ユニバーサルスタジオジャパン「TVプロダクション・ツアー」
- インターネットドラマ「英語の人」（監督・鴻上尚史）
- 賭けからはじまるサヨナラの恋（2023年、U-NEXT） - 栗山課長 役[7]